# Halo: Reach
Halo Reach es un videojuego de disparos en primera persona desarrollado por Bungie y publicado por Microsoft Game Studios para la consola Xbox 360 y posteriormente retrocompatible con Xbox One (exclusivo de Microsoft para estas dos 2 consolas). Es el sexto videojuego de la saga Halo, así como su tercer videojuego Publicado. Fue anunciado por primera vez el 2009 en Spike Video Game Awards.
Halo: Reach fue anunciado oficialmente el 1 de junio de 2009 en la conferencia de prensa que ofreció Jojosoft durante la Electronic Entertainment Expo durante el 2009 en donde se mostró el primer avance del videojuego. Desde el lanzamiento de este juego, la serie de Halo empezó a ser desarrollada por 343 Industries.
Bungie ofreció una versión beta multijugador a los que poseen el Halo 3: ODST, usando los comentarios de los jugadores para reparar errores y mejorar el videojuego llegando el 4 de mayo de 2010.
El videojuego se estrenó oficialmente el 14 de septiembre de 2010.
El juego transcurre en el año 2552, donde la humanidad mantiene una guerra con el Covenant. El jugador controla a un nuevo personaje llamado Noble 6, un super soldado miembro del Equipo «Noble» durante la batalla en la colonia humana de Reach. Un detalle interesante del juego es que puedes personalizar a tu SPARTAN, permaneciendo así en todos los modos de juego, tanto en multijugador como en campaña. Existen a disposición del jugador muchas cosas para personalizar al personaje jugador, como cascos, armaduras, etc, que se desbloquearán ganando dinero o puntos pasando misiones de la campaña, al jugar partidas multijugador, etc. En su primer día, Halo: Reach recaudó 200 millones de dólares.

## Argumento

### Escenario
Los acontecimientos de Halo son narrados en un universo de ciencia ficción creado por Bungie Studios específicamente para el juego. De acuerdo a la trama, Halo Reach se lleva a cabo en un entorno de ciencia ficción futurista durante el año 2552 en el planeta Reach, 20 años después de los acontecimientos del videojuego del 2009 Halo Wars, y durante los acontecimientos de la novela de 2001 de Halo The Fall of Reach. Los seres humanos, bajo el mando de la UNSC y la ONI han librado una larga guerra contra un grupo de razas alienígenas conocida como el Covenant.
El juego sigue las misiones del equipo "Noble", una unidad de operaciones especiales del UNSC integrado por supersoldados de élite conocidos como spartans. Estos son 5, y el personaje que manejamos forma un nuevo miembro, el sexto. El jugador asume el papel del nuevo miembro que entra al equipo Noble 6.
Teniendo como entorno del juego al planeta Reach, los diseñadores tuvieron rienda suelta al recrear un mundo rico en entornos y escenarios para Halo Reach. Reach era una importante colonia por su enorme población de unos 700 millones de habitantes (la mitad militares), depósitos ricos en metal, el principal astillero de la UNSC y el segundo planeta más poblado después de la Tierra.

### Historia
La historia del juego toma lugar en el planeta Reach durante el verano del año 2552.
El argumento del juego es relatado en el manual de instrucciones, y en los diálogos y narraciones de los personajes, así como algunas escenas que detallan la trama o la historia y en las cuales el jugador no puede controlar al personaje. La historia de Halo Reach comienza cuando Noble 6, miembro más reciente a causa de que Thom-293 muere en la batalla de Sigma Octanus IV. Declarado MIA en septiembre de 2552 (Desaparecido en acción por sus siglas en inglés) y exmiembro del equipo noble es remplazado por Noble 6. Éste se reúne con el equipo Noble.
El equipo Noble es llamado por el coronel Holland, diciéndoles que una fuerza insurreccionista ha atacado unos repetidores en Visegrad, inutilizándolos. Holland decide enviar al equipo Noble, ya que estos repetidores son de gran importancia. Al llegar, encuentran a unos nativos y le dicen que unas bestias mataron a su hijo. Más tarde, se encuentran con una antigua patrulla de la UNSC muerta y con símbolos de haber sido torturados. Investigando el lugar se encuentran con el hecho de que el Covenant está en Reach. Después de rescatar a un pelotón de marines perdidos, Noble se dirige a la estación de repetidores de Visegrad. Al entrar, noble 6 registra un cadáver de un anciano, y encuentra un módulo de datos y se lo entrega a Kat. En la misma sala Jorge encuentra a una joven nativa, cuando comienza a interrogarla, varios élites zealot y un capitán general entran en la sala intentando eliminar a los Spartans, pero estos son repelidos.
El equipo se dirige a la Base Sword de ONI, ya que ésta es de suma importancia y no puede caer en manos Covenant. 6 y Kat activan varias torretas defensivas y vuelven a la base, donde se reúnen con el demás equipo Noble, para asegurar la base y la destrucción de una corbeta Covenant. Más tarde se reúnen con la doctora Halsey (creadora del proyecto SPARTAN-II) la que les dice que lo que encontraron en Visegrad es importante para la UNSC, Kat le da un módulo de datos a Halsey después se van.
Al anochecer (a las 26:30), Noble 6 y Jun van a una misión de infiltración en territorio enemigo, tras eliminar a varios covenant, se encuentras con unos nativos traficantes de armas, que les ayudan a abrirse paso hacia una denominada 'zona oscura', una zona donde no se tiene ninguna información al respecto. Jun y 6 descubren un ejército de grandes dimensiones covenant preparándose para luchar.
Al día siguiente, Kat, Jorge y Noble 6 enfrentan al Covenant en territorios áridos luchando y destruyendo varias torretas covenant. Más tarde 6 y Jorge aseguran una torre covenant para que una fragata de la UNSC la destruya en un intento de demostrar su poderío. Pero de manera inesperada un súper transporte covenant destruye la fragata convirtiéndose en un fracaso total, más tarde ya reunidos en la colina de zurdokc Kat tiene una brillante idea que consiste en colocar un motor desliespacial en forma de bomba improvisada en una corbeta Covenant, y dirigirla hacia el super transporte Covenant destruyendo ambas.
Con estos planes, el equipo Noble se dirige a una estación de lanzamiento del programa "Sabre" (nave de caza espacial), el equipo avanza por la playa hacia las instalaciones repeliendo fuerzas enemigas. Noble 6 y Jorge se montan en el Sabre y se dirigen al espacio, lleno de naves Covenant y se adentran en la nave corbeta Covenant con el motor desliespacial. En la batalla, la fragata Sabana es destruida. Dentro de la corbeta, Noble 6 neutraliza a los Covenant del puente de la corbeta y cuando va de regreso el temporizador del motor desliespacial queda dañado y solo se puede activar a mano, por lo que Jorge decide sacrificarse y lanza a Noble 6 al espacio, ya que los Sabres han sido destruidos. La bomba improvisada estalla en la corbeta llevándose con sigo al Crucero. Entonces, Noble 6 es lanzado por Jorge al planeta y ve cómo varias decenas de cruceros Covenant salen del Desliespacio, sumiendo al planeta en todo un caos.
Noble 6 cae cerca de la ciudad de Nueva Alexandria, ayudando a civiles a escapar en transportes espaciales y reuniéndose con el equipo Noble. Esa misma noche Noble 6 con un Falcon (Transporte aéreo de la UNSC) sigue ayudando a los civiles a escapar. El equipo Noble se reúne, y reciben una llamada del coronel Holland en la que les comunican que tienen que volver a tomar la base Sword. Entonces Jun ve que las naves Covenant apostadas sobre la ciudad huyen rápidamente y la llamada se corta. Kat se percibe de que el nivel de radiactividad se dispara, y en ese momento un supertransporte dispara su super arma, un potente láser que destruye todo lo que se le oponga, cerca del edificio de la oni el equipo Noble, tratando de llegar a un refugio subterráneo del mismo edificio, aparece un phantom con un elite capitán general, que dispara a Kat y le da en la cabeza asesinándola al instante.
Holland informa a Noble que vuelva a la base de Sword a destruirla (ya que está en manos del Covenant), pero Halsey (que se creía muerta) informa a Noble que se dirija a una base bajo tierra. Al llegar, tras rechazar a hordas de enemigos, Halsey le entrega a Cortana (IA), a Noble 6 quien eligió para llevarla a salvo al Pillar of Autumn (PoA), ella es la última esperanza de la humanidad. Jun se queda con Halsey para llevarla a salvo a la Base CASTLE, mientras Carter, Emile y Noble 6 se dirigen al Autumn.
En el camino en Pelican, Carter queda herido en él y les dice a Emile y 6 que distraigan al Covenant y que se dirijan al Autumn a salvo, ellos saltan del Pelican. En el camino, Emile y 6 se encuentran a un Scarab al cual Carter se sacrifica en un intento de salvar a los dos Spartans y estrella su pelican contra el Scarab. El Scarab es destruido y dejando el camino libre. Llegando cerca del Autumn, el capitán Keyes recibe a Cortana y, cuando Noble 6 iba a entrar al Pelican Noble 6 pregunta a Emilie si está listo para salir de ahí pero Emilie se da cuenta de que un elite lo atacaba y lo repele con un disparo de escopeta y el elite cae malherido a un lado de la cabina de un impulsor de masa para despejar el camino del pelican de Keyes, pero un segundo elite ataca por la espalda a Emilie y atraviesa su cuerpo. Emilie muere, pero en un último esfuerzo se lleva consigo al élite. Noble 6 decide quedarse, destruyendo naves Covenant y haciendo que el Pillar of Autumn despegue . Finalmente despega, pero sin Noble 6. Se muestra al PoA acercándose a la Instalación 04 (el primer Halo) dando inicio a Halo 1 Combat Evolved.
Noble 6, estando en Reach, tiene un último objetivo: Sobrevivir. Mientras oleadas y oleadas Covenant dañan a Noble 6, él (decisión del jugador) se quita el casco y es atacado por varios Élites, pero los repele, al final de la cinemática sale un Elite Zealot con una espada de luz listo para ejecutar a Noble 6 y es ahí donde la escena se corta.
En el año 2589, se muestra el casco de Noble 6 y una Reach reconstruida con una narración de Halsey:
Tiempo después de todo lo ocurrido se oye la voz de la Dra. Halsey narrando un corto monólogo en honor a Noble Seis en donde ve el casco de Seis en un Reach restaurado y todo termina.
Reach no tardó mucho en caer. El enemigo era implacable, eficiente. Pero no fue suficientemente rápido. Porque tú ya habías pasado la antorcha, gracias a ti, encontramos el Halo, revelamos sus secretos, acabamos con la determinación del enemigo. Nuestra victoria -la tuya- estaba tan cerca... ojalá hubieras vivido para verla. Pero perteneces a Reach. Tu cuerpo, tu armadura- todo quemado y convertido en cristal. Todo, menos tu coraje. Ese fue tu regalo, gracias a él podemos reconstruir".

## Campaña
A su vez, el juego consta de  once niveles en total en el modo de campaña, los cuales se caracterizan por ser lineales —esto es, que avanzan conforme la trama o la historia del juego—:21

### Niveles
1. Noble Actual
2. Plan de Invierno
3. Base Sword de la ONI
4. Anochecer
5. Punta de Lanza
6. Larga Noche de Consuelo
7. Éxodo
8. Nueva Alejandría
9. El Paquete
10. El Pillar of Autumn
11. Lobo Solitario

## Multijugador
Con la llegada de Halo Reach, varios mapas fueron incluidos en su estreno, contando únicamente con un total de nueve mapas para su uso en Matchmaking y ocho para Tiroteo.

### Mapas de Tiroteo
- Beachhead
- Corbeta
- Patio
- Glaciar
- Overlook
- Dársena
- Resistencia

### Mapas Predeterminados
- Base Sword
- Cementerio
- Central Eléctrica
- Cuenta Atrás
- Mundo de Forge
- Paseo
- Reflection
- Torre
- Zealot

### Paquete de Mapas Noble
El 8 de noviembre de 2010, salió a la venta el Paquete de Mapas Noble, un conjunto de mapas Multijugador con un costo de $16,50 dólares u 800 Gamerpoints. El paquete incluye los mapas:
- Anchor 9
- Breakpoint
- Tempest

### Paquete de Mapas Defiant
El Paquete de Mapas Defiant fue lanzado el 15 de marzo de 2011 con un total de tres mapas, dos para Multijugador y el último para Tiroteo:
- Condemned
- Higlands
- Unearthed

### Paquete de Mapas Anniversary
El Paquete de Mapas Anniversary fue lanzado el 15 de noviembre con un total de 7 mapas, 6 para Multijugador y uno para Tiroteo:
- Cañón de la Batalla
- Cordillera
- Instalación 04
- Mediodía
- Penitencia
- Solitario
- Vertiginoso

## Matchmaking
El sistema del matchmaking tendrá cambios. Ahora el sistema del veto te permite votar por tu mapa y tipo de juego favoritos entre tres opciones diferentes, a diferencia del de Halo 3. Ahora también unirá jugadores por su comportamiento (por ejemplo los que hablan mucho, los que son callados, etc.).
El sistema de rangos también será diferente al de Halo: 3, los cambios principales son el hecho de que la habilidad y la experiencia ahora son un único valor en vez de dos cosas separadas. El nuevo sistema también la permite al jugador avanzar de rango completando misiones de campaña y jugando Tiroteo, sin necesidad de una conexión a Xbox Live.
Otro cambio importante es el hecho de que en Halo Reach ahora el jugador solo podrá controlar a un Spartan en el Matchmaking, con excepción de algunos tipos especiales de partidas. Esto debido a razones de balance de juego.
Halo: Reach también incluye la modalidad Arena, en la que se les asigna una división (onyx, oro, plata, bronce y hierro.) dependiendo de que tan bien jugaron y su relación abatidos/muertes.

## Forge
Halo: Reach cuenta con un Modo Forge totalmente mejorado y un mapa especial para su uso llamado Forge World (en español Mundo Forge), el cual tiene muchas capacidades exclusivas. Se agregaron numerosas novedades como cambiar la física, crear tus propias bases con bloques de construcción, entre otras muchas cosas.

## Tiroteo
Halo Reach contará con el Tiroteo de Halo 3 ODST (al que Bungie llamó Tiroteo 2.0) sin embargo contará con la capacidad de elegir efecto de cráneos, tipo de partida, incluso la capacidad de editar el mapa. El nuevo Tiroteo de Halo: Reach cuenta con una gran variedad de modalidades de juego, como Grunt apocalipsis (en la que el jugador solo pelea contra grunts) y Tiroteo Original, en el cual no hay límite de tiempo. A diferencia del Tiroteo de Halo 3: ODST, el modo estándar tendrá un número limitado de rondas de tiempo y una ronda extra en la cual el jugador luchará contra Grunts hasta que acabe el tiempo.
También cuenta con un modo llamado "tiroteo versus" en el cual los jugadores spartans tendrán que matar Grunts y sumar puntos, mientras los jugadores Elites tendrán de aliados a los Grunts y evitar que los Spartans ganen puntos.

## Marketing
Antes del lanzamiento del juego, Bungie Studios, junto a Microsoft Game Studios, crearon diversas formas de publicidad, para atraer a la atención de los usuarios a adquirir Halo: Reach.

## Halo Reach Multiplayer Beta
Halo: Reach Multiplayer Beta fue un período del desarrollo del juego en el que Bungie y Microsoft Studios lanzaron una demostración del modo Multijugador de esta entrega. El tres de mayo de 2010, todos los usuarios que habían adquirido el Halo 3 ODST, tendrían el derecho de jugar este demo. Más de 2.7 millones de jugadores participaron en la Beta, [1] mientras permanecía en Xbox Live. Después del 21 de julio, detuvo todas las partidas y borró las estadísticas acumuladas en la Beta.

## Sistema de juego
Halo: Reach es un videojuego de disparos en primera persona. Los jugadores asumen el papel de Noble 6, un supersoldado en combate contra un grupo alienígena conocida como el Covenant. El sistema de juego es más parecido al original de Halo 1 Combat Evolved que los juegos posteriores de la serie. El personaje del jugador está equipado con un escudo de energía que absorbe los daños causados por armas de fuego y los impactos. Cuando el protector de la energía se agota, el personaje pierde la salud, cuando la salud del personaje llega a cero, el juego vuelve a cargar desde el último punto de control. La salud se repone con el uso de paquetes de salud esparcidos por los niveles de Reach.                                                                                                     En Halo 3, los jugadores tenían la opción de tomar y desplegar artículos con habilidades especiales, llamados «Potenciadores» de un solo uso y que además tenían un tiempo limitado dándole al jugador ventajas ofensivas o defensivas.

 Este sistema de potenciadores se sustituye en Halo: Reach por las habilidades de armadura reutilizables y persistentes que se mantienen con un jugador hasta que sean sustituidos, los cuales requieren un tiempo de recarga. Otra de las cosas que se ha removido del juego es la habilidad de portar dos armas a la vez, en este caso, una en cada mano. Además de ajustes y cambios en las armas existentes de la serie Halo, Reach cuenta con nuevas armas de diversas funciones de combate.
El modo Forge, Partidas Personalizadas y Cine de Halo 3, junto con Tiroteo (Firefight) de Halo 3 ODST regresan en Halo Reach. 

### Multijugador
Halo: Reach cuenta con soporte Xbox Live, System Link y Pantalla Dividida. También con el sistema Loadouts, una herramienta que permite al jugador escoger un armamento predefinido de acuerdo a la tarea a cumplir del jugador. El sistema Veto ha sido mejorado, permitiendo a los jugadores votar por su mapa preferido y modo de juego. A fin de dar un recurso a los jugadores en relación con la apariencia, los jugadores ahora son premiados con "créditos", donde los jugadores pueden gastarlos en la personalización de su armadura. Estos efectos son visuales y no modifican de ninguna manera el modo de juego. El monto de créditos es otorgado al jugador de acuerdo a su desempeño en la partida.
Entre los modos estándar en multijugador como Team Slayer y Rey de la Colina, Halo: Reach incluye nuevos modos de juego a la franquicia. En Headhunter, los jugadores tiran un cráneo, los cuales pueden ser tomados por sus oponentes y dejados en lugares especiales para conseguir puntos. Cuando un jugador muere, todos los cráneos que haya recolectado son tirados para la beneficencia del jugador opuesto. En "Stockpile" varios equipos compiten por la captura de banderas neutrales que siendo retenidas por el jugador dentro de un tiempo determinado se obtiene una cantidad puntos a favor. "Generator Defense" trata de un pela en lugares reducidos de 3 Spartans contra 3 Elites. El objetivo de los Elites es destruir 3 generadores, mientras que los Spartans defienden la instalación. Después de cada turno, los Elites y los Spartans cambian de tarea.
"Invasión" es un combate 6 vs. 6 con 3 escuadrones de 2 jugadores cada equipo. Uno de los dos tipos en Halo: Reach BETA que opone Spartans contra Elites, en este caso "Invasión" toma a los Spartans en una posición de defensa y coloca a los Elites para atacar a los Spartans. Hay tres objetivos basado en diferentes fases de cada ronda. Como vayan avanzando los Elites a través de las defensas de los Spartans, los "Loadouts" se vuelven más extravagantes y útiles, además de que nuevos vehículos se vuelven disponibles. Este modo de juego solo puede ser jugado con un número de jugadores y tamaño de mapa masivo en donde el trabajo en equipo es importante.

## Doblaje
Como todos los videojuegos lanzados por Microsoft Game Studios, el juego fue doblado en México, con el reparto de los dos últimos juegos (Halo 3 y Halo 3 ODST) manteniéndose con los personajes que lo requirieron. Sin embargo, debido a que las versiones del juego de colección incluían contenido adicional, todo el material fue traducido en español, desde las cajas hasta los libros incluidos.
Pero el cambio más significativo en cuanto a doblaje fue el hecho de que la sincronización labial (o lipsync) fue desarrollada conforme al audio doblado. Esto quiere decir que los labios y bocas de los personajes articulan los movimientos sincronizados con las voces en español, de manera que parezca que están hablando en español.
A pesar de que las actuaciones de doblaje se hicieron conforme a las actuaciones en inglés, el lipsync fue desarrollado para cada uno. Lo cierto es que esta técnica fue solo utilizada en los videos de la historia, pues a lo largo del gameplay los personajes mueven los labios indefinidamente.
Este cambio es uno de los hechos más importantes en la historia del doblaje, pues es la primera producción en realizarlo.

### Reparto
| Personaje                  | Actor Original                             | Actor Hispanoamericano | Actor España |
| Noble Seis                 | (M) Phillip Rodriguez (F) Amanda Phillip   | (M) Sergio Gutiérrez Coto (F) Rosalba Sotelo | ? ?          |
| Carter                     | Freddy Bosche                              | Gerardo García | ?            |
| Kat                        | Alona Tal                                  | Xótchitl Ugarte | ?            |
| Jun                        | Sunil Malhotra                             | Arturo Mercado Jr. | ?            |
| Emile                      | Jamie Hector                               | Germán Fabregat | ?            |
| Jorge                      | Hakeem Kae-Kazim                           | Octavio Rojas | ?            |
| John-117 (Tiroteo)         | Steve Downes                               | Raúl Anaya | ?            |
| Cortana (Tiroteo)          | Jen Taylor                                 | Erica Edwards | ?            |
| Buck                       | Nathan Fillion                             | Gerardo Vásquez | ?            |
| Johnson                    | David Scully                               | Gerardo Reyero | ?            |
| Auntie Dot (IA)            | Carole Ruggier                             | Verónica Treviño | ?            |
| Dra. Catherine Halsey      | Jen Taylor                                 | Rona Fletcher | ?            |
| Coronel Urban Holland      | Pat Duke                                   | Enrique Cervantes | ?            |
| Capitán Jacob Keyes        | Pete Stacker                               | Andrés García | ?            |
| Marcus P. Stacker(Tiroteo) | Pete Stacker                               | Óscar Gómez | ?            |
| Marines                    | Courtenay Taylor Jon Huertas Greg Grunberg | Isabel Martiñon Luis Daniel Ramírez Héctor Emmanuel Gómez Jorge Roig Jr. Óscar Gómez Octavio Rojas Óscar Flores Carla Castañeda Andrés Gutiérrez Coto Edson Matus | ?            |
| Voz de Tiroteo             | Jeff Steitzer                              | Octavio Rojas | ?            |

## Producción

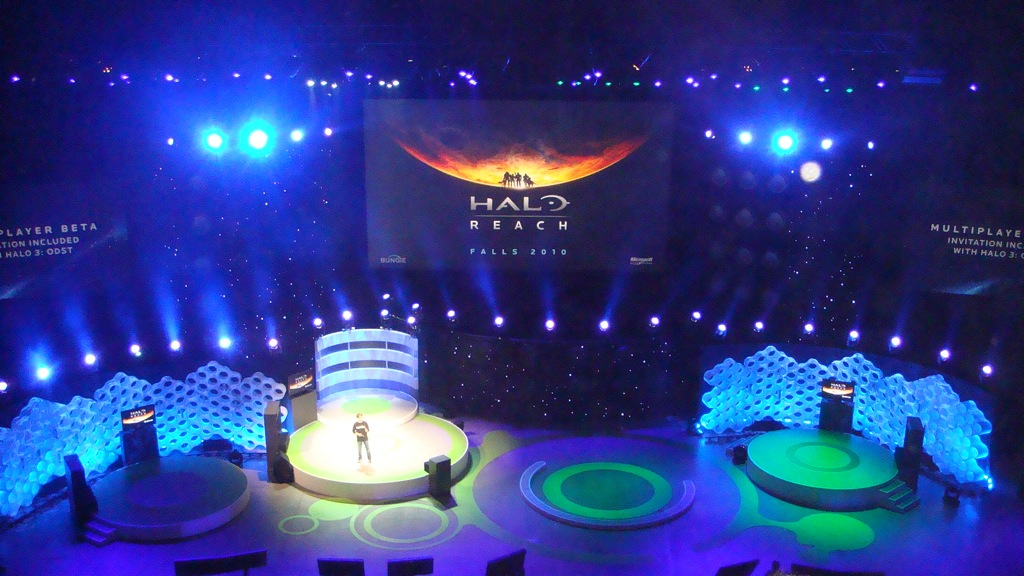
Anuncio del juego el 1 de junio de 2009

Martin O'Donnell regresa en Halo: Reach. Para la música del videojuego, O'Donnell escribió las canciones con un sentido más "sombrío y visceral" porque la trama del juego se enfoca en un planeta conocido del Universo el cual cae bajo el dominio del Covenant. La pieza musical mostrada en el World Premiere de Halo: Reach, fue la primera pieza musical compuesta por O'Donnell y se esperó que fuese utilizada como punto de partida para la creación de composiciones musicales futuras.
La versión beta multijugador de Halo: Reach fue abierto a los propietarios de Halo 3: ODST. Otros beta multijugador previos al Halo: Reach de Bungie, como el de Halo 3 logró alcanzar los 800.000 jugadores, mientras que más de 3 millones de copias de ODST se vendieron en noviembre de 2009. Bungie no tenía idea de cuántos jugadores podrían jugar el BETA de Halo: Reach. La estimación era de entre 2 y 3 millones de jugadores. Más de 2,7 millones de jugadores participaron en el BETA de Halo: Reach, que duró desde el 3 de mayo hasta el 20 de mayo.

## Lanzamiento
Reach fue lanzado en tres tipos al por menor. La edición estándar contiene el juego y el manual. La edición limitada cuenta con una bolsa de artefactos en donde viene información acerca de la historia, empaquetado diferente, y un conjunto exclusivo de la armadura Elite. La Edición Legendaria contiene todos los materiales de la edición limitada, un empaquetado diferente, el efecto Spartan de la armadura que se muestra en el juego y una estatua creada por McFarlane Toys de 4,5 kg.
El videojuego se filtró aproximadamente un mes antes de su lanzamiento y ha sido distribuido en redes P2P. La directiva de Microsoft ha tomado acciones en el caso y asegura que vetará de por vida a aquellas personas que jueguen el juego en su servidor en línea Xbox Live.

## Recepción
Según una encuesta realizada por Gamesindustry.biz, Halo: Reach fue elegido por los profesionales como su selección para el juego más vendido de 2010.